# اثر شبکه‌ای

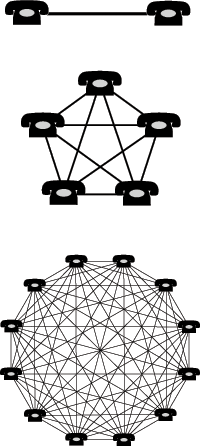
نمودار نشان دهندهٔ مسیرهای ارتباطی بین تلفن، خطوط نشان دهنده راه‌های ارتباطی هر تلفن است، هر چه تعداد مسیرهای ارتباطی یک تلفن بیشتر شود، ارزش آن نیز بیشتر می‌شود.

در علم اقتصاد و کسب‌وکار، اثر شبکه‌ای تأثیری ست که یک استفاده‌کننده از یک کالا یا خدمات، بر ارزش آن دارد. وقتی اثر شبکه‌ای وجود داشته باشد، ارزش یک محصول یا خدمت به تعداد استفاده‌کنندگان آن بستگی دارد.
نمونهٔ کلاسیک آن تلفن است. هرچه مردم بیشتری از آن استفاده کنند، تلفن برای هر صاحب آن ارزشمندتر می‌شود. ممکن است این افزایش ارزش اثر جانبی باشد، یعنی هر فرد بنا بر نیازی که دارد از تلفن استفاده می‌کند و نه به خاطر ارزشمند شدن آن، و همین استفاده از تلفن به ارزش آن می‌افزاید. خدمات شبکه‌های اجتماعی نیز به همین شیوه عمل می‌کنند، سایت‌هایی چون فیس‌بوک و گوگل+ هرچه کاربران بیشتری عضوشان شوند، محبوبتر شده و ارزش آنها نیز بیشتر می‌شوند.

## وابسته
- قانون رید
- وب معنایی

## پیوند به برون
- Coordination and Lock-In: Competition with Switching Costs and Network Effects, Joseph Farrell and Paul Klemperer.
- Network Externalities (Effects), S. J. Liebowitz, Stephen E. Margolis.
- An Overview of Network Effects, Arun Sundararajan.
- The Economics of Networks, Nicholas Economides.
- Network Economics in Farsi/Persian, Behrooz Hassani M
- Beckstrom's Law & The Economics Of Networks - ICANN
- "bryandruzin%20bepress%20buying" Buying Commercial Law: Choice of Forum,Choice of Law, and Network Effect, B.H. Druzin
- Madureira, António; den Hartog, Frank; Bouwman, Harry; Baken, Nico (2013), "Empirical validation of Metcalfe’s law: How Internet usage patterns have changed over time", Information Economics and Policy, http://dx.doi.org/10.1016%2Fj.infoecopol.2013.07.002